# Фігурне катання на зимових Олімпійських іграх 1994
Змагання з фігурного катання на зимових Олімпійських іграх 2002 тривали з 13 до 25 лютого в Гамарському олімпійському амфітеатрі.

## Чемпіони та призери

### Таблиця медалей
| Місце               | Країна                | Золото | Срібло | Бронза | Загалом |
| ------------------- | --------------------- | ------ | ------ | ------ | ------- |
| 1                   | Росія (RUS)           | 3      | 2      | 0      | 5       |
| 2                   | Україна (UKR)         | 1      | 0      | 0      | 1       |
| 3                   | Канада (CAN)          | 0      | 1      | 1      | 2       |
| 4                   | США (USA)             | 0      | 1      | 0      | 1       |
| 5                   | Велика Британія (GBR) | 0      | 0      | 1      | 1       |
| 5                   | Китай (CHN)           | 0      | 0      | 1      | 1       |
| 5                   | Франція (FRA)         | 0      | 0      | 1      | 1       |
| Загалом (7 збірних) | Загалом (7 збірних)   | 4      | 4      | 4      | 12      |

### Види програми
| Дисципліна                  | Золото                                         | Золото | Срібло                                          | Срібло | Бронза                                             | Бронза |
| --------------------------- | ---------------------------------------------- | ------ | ----------------------------------------------- | ------ | -------------------------------------------------- | ------ |
| Одиночне катання (чоловіки) | Олексій Урманов · Росія                        | 1.5    | Елвіс Стойко · Канада                           | 3.0    | Філіп Канделоро · Франція                          | 6.5    |
| Одиночне катання (жінки)    | Оксана Баюл · Україна                          | 2.0    | Ненсі Керріган · США                            | 2.5    | Чень Лу · Китай                                    | 5.0    |
| Пари                        | Катерина Гордєєва · та Сергій Гриньков · Росія | 1.5    | Наталія Мішкутьонок · та Артур Дмитрієв · Росія | 3.0    | Ізабель Брассер · та Ллойд Айслер · Канада         | 4.5    |
| Танці на льоду              | Оксана Грищук · та Євген Платов · Росія        | 3.4    | Майя Усова · та Олександр Жулін · Росія         | 3.8    | Джейн Торвілл · та Крістофер Дін · Велика Британія | 4.8    |

## Країни-учасниці
У змаганнях з фігурного катання на Олімпійських іграх у Ліллегаммері взяли участь спортсмени 28-ми країн:
- Австралія
- Білорусь
- Болгарія
- Канада
- Китай
- Чехія
- Данія
- Естонія
- Фінляндія
- Франція
- Німеччина
- Велика Британія
- Угорщина
- Ізраїль
- Японія
- Казахстан
- Латвія
- Литва
- Польща
- Румунія
- Росія
- Південно-Африканська Республіка
- Південна Корея
- Іспанія
- Швейцарія
- Україна
- США
- Узбекистан

## У кіно
У фільмі 2017 року Я, Тоня розповідається про участь Тоні Гардінг і Ненсі Керріган.